# Lista över Zanzibars presidenter
Detta är en lista över Zanzibars presidenter, som fungerar som vicepresidenter i Tanzania.
| Namn                | Ämbetsperiod                      |
| ------------------- | --------------------------------- |
| Sheikh Abeid Karume | 12 januari 1964 – 7 april 1972    |
| Skeikh Aboud Jumbe  | 11 april 1972 – 30 januari 1984   |
| Ali Hassan Mwinyi   | 30 januari 1984 – 24 oktober 1985 |
| Idris Abdul Wakil   | 24 oktober 1985 – 25 oktober 1990 |
| Salmin Amour        | 25 oktober 1990 – 8 november 2000 |
| Amani Abeid Karume  | 8 november 2000 – 3 november 2010 |
| Ali Mohamed Shein   | 3 november 2010 –                 |